# Eudorylas pondolandi
Eudorylas pondolandi är en tvåvingeart som beskrevs av Foldvari 2003. Eudorylas pondolandi ingår i släktet Eudorylas och familjen ögonflugor. Inga underarter finns listade i Catalogue of Life.